# Марат Тажин
Марат Тажин (каз. Марат Мұханбетқазыұлы Тәжин, 8 квітня 1965, Актобе) — казахстанський дипломат. Міністр закордонних справ Казахстану (2007—2009).
Доктор соціологічних наук, професор. Академік Академії соціальних наук Республіки Казахстан (1995).

## Біографія
Народився 8 квітня 1965 року в місті Актобе. У 1981 році закінчив Алма-Атинський інститут народного господарства. Стажувався у Лондонскому університеті (1987—1988). Кандидат філософських наук, тема дисертації: «Подолання соціальних відмінностей у територіальному аспекті (на матеріалах Казахстану)» (1985); Доктор соціологічних наук, тема дисертації: «Методологічні аспекти дослідження соціально-територіальних відмінностей» (1990); Професор (1993); Академік Академії соціальних наук Республіки Казахстан (1995);
У 1981—1983 рр. — Інженер-економіст Ради з вивчення продуктивних сил Академії наук Казахської РСР;
У 1983—1987 рр. — Аспірант, викладач Казахського державного університету імені С. М. Кірова;
У 1988—1991 рр. — Старший викладач, доцент кафедри соціології Казахського державного університету імені С. М. Кірова;
У 1991—1992 рр. — Завідувач кафедри Інституту підвищення кваліфікації викладачів суспільних наук при Казахському державному університеті імені аль-Фарабі;
У 1992—1993 рр. — Перший заступник завідувача відділу внутрішньої політики Апарату Президента та Кабінету Міністрів Республіки Казахстан;
У 1993 році — Завідувач відділу внутрішньої політики Апарату Президента та Кабінету Міністрів Республіки Казахстан;
У 1993—1994 рр. — Заступник керівника Апарату Президента та Кабінету Міністрів, Апарату Президента Республіки Казахстан — керівник Інформаційно-аналітичного центру;
У 1994—1995 рр. — Державний радник Республіки Казахстан — керівник Інформаційно-аналітичного центру Апарату Президента Республіки Казахстан;
У 1995—1999 рр. — Заступник керівника Адміністрації Президента Республіки Казахстан — керівник Центру аналізу та стратегічних досліджень (перейменований ІАЦ);
У 1999—2001 рр. — Помічник Президента Республіки Казахстан з національної безпеки — Секретар Ради безпеки Республіки Казахстан;
У 2001 році — Голова Комітету національної безпеки Республіки Казахстан;
У 2001—2002 рр. — Помічник Президента Республіки Казахстан з питань національної безпеки — Секретар Ради безпеки Республіки Казахстан;
У 2002—2004 рр. — Перший заступник керівника Адміністрації Президента Республіки Казахстан;
У 2004—2005 рр. — Начальник Управління внутрішньої політики — перший заступник керівника Адміністрації Президента Республіки Казахстан;
У 2005—2006 рр. — Перший заступник керівника Адміністрації Президента Республіки Казахстан;
У 2006—2007 рр. — Помічник Президента — секретар Ради безпеки Республіки Казахстан;
У 2007—2009 рр. — Міністр закордонних справ Казахстану;
У 2009—2013 рр. — Помічник Президента — Секретар Ради Безпеки Республіки Казахстан;
У 2013—2014 рр. — Державний секретар Республіки Казахстан;
У 2014—2017 рр. — Надзвичайний та Повноважний Посол Республіки Казахстан у Російській Федерації;
У 2017—2019 рр. — Перший заступник Керівника Адміністрації Президента Республіки Казахстан;
У 2019 році — Державний секретар Республіки Казахстан;
З листопада 2019 року — Надзвичайний та повноважний посол Республіки Казахстан у Чеській Республіці.